# 摩尔日
摩尔日是一个流传于北美化学家、化學系學生及化學愛好者中的非正式节日，通常他们在10月23日的上午6:02或下午6:02之间庆祝它。在美式写法中，这两个时刻被记为6:02 10/23，外观与阿伏伽德罗常数6.02×1023相似。阿伏伽德罗常数定义了国际单位制基本单位之一的摩尔：1摩尔物质中所含基本微粒的个数等于阿伏伽德罗常数。
一些美国和加拿大的中学也會庆祝摩尔日，作为激起学生对化学兴趣的一种方法。
由于鼹鼠（英語：mole）与摩尔的读音相近，所以会用鼹鼠来庆祝摩尔日。

## 簡介
摩尔日最早是在1980年代在《The Science Teacher》的一篇文章中提出。因著這篇文章影響，一位威士康辛州的中學化學老師Maurice Oehler在1991年5月15日提出國定摩尔日。
許多美国、南非、澳大利亚及加拿大的學校都會慶祝摩尔日，讓學生對化學有興趣，而且也會舉辦許多和化學或是摩尔有關的活動。
美国化学学会贊助美國化學週，是10月23日所在的那一週，從星期日到星期六，因此摩尔日也就成為美國化學週中的一部份。